# Alexandre Grenier
Alexandre Grenier (* 5. September 1991 in Laval, Québec) ist ein kanadischer Eishockeyspieler, der seit Juli 2025 bei den Augsburger Panthern in der Deutschen Eishockey Liga (DEL) unter Vertrag steht. Im Verlauf seiner Karriere bestritt er neun Spiele für die Vancouver Canucks in der National Hockey League (NHL). Zudem spielte der rechte Flügelstürmer bereits für die Iserlohn Roosters, Eisbären Berlin und Kölner Haie in der DEL, für den EC Red Bull Salzburg in der Erste Bank Eishockey Liga (EBEL) sowie für den Lausanne HC und die SCL Tigers in der Schweizer National League.

## Karriere

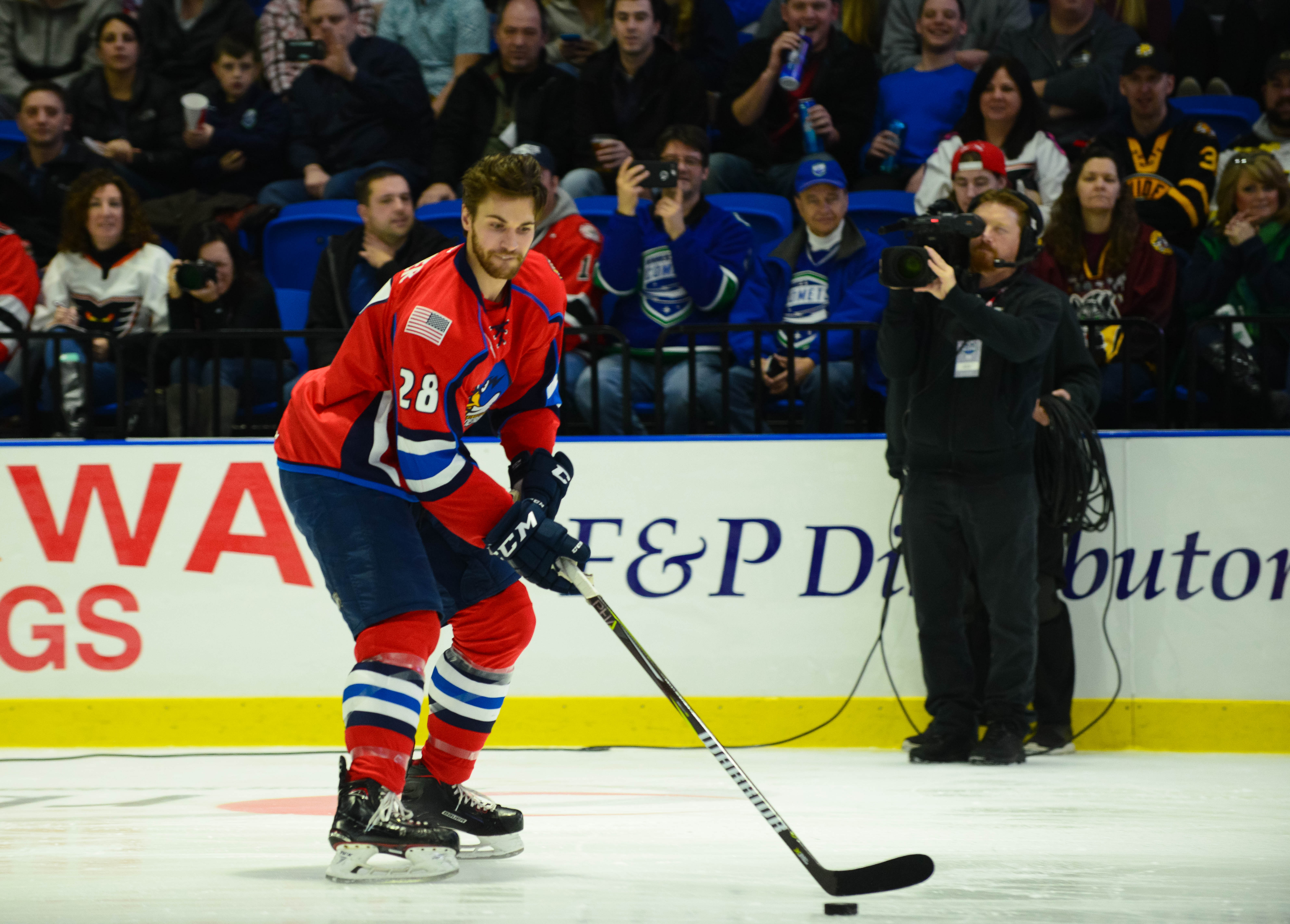
Grenier als Spieler der Springfield Thunderbirds (2018)

Alexandre Greniers Eishockeykarriere kam verhältnismäßig spät in Gang. Nachdem ihn kein Team aus den höheren Nachwuchsligen Kanadas ausgewählt hatte, nahm er im Alter von 17 Jahren auf eigene Kosten an einem Trainingscamp der Panthères de Saint-Jérôme teil, die in der zweithöchsten Juniorenliga der Provinz Québec spielten. Dort setzte er sich schließlich durch und erzielte 51 Tore in 86 Spielen. Nach eineinhalb Spielzeiten in Saint-Jérôme holten ihn die Remparts de Québec im Verlauf der Saison 2010/11 in die Ligue de hockey junior majeur du Québec (LHJMQ), die höchste Juniorenliga in Greniers Heimatprovinz. Beim NHL Entry Draft 2011 sicherten sich die Vancouver Canucks aus der National Hockey League (NHL) in der dritten Runde an 90. Stelle die Rechte an Grenier.
Der Angreifer setzte seine Karriere zunächst bei den Halifax Mooseheads in der LHJMQ fort, bevor er für die erste Hälfte der Saison 2012/13 zum EC Red Bull Salzburg wechselte. Zum Jahresbeginn 2013 kehrte er nach Nordamerika zurück und spielte hauptsächlich für die Kalamazoo Wings, das Farmteam der Canucks in der ECHL. Ab 2013 wurde er hauptsächlich bei den Utica Comets, dem Kooperationspartner in der American Hockey League (AHL) eingesetzt, kam in den Spielzeiten 2015/16 sowie 2016/17 vereinzelt aber auch zu Einsätzen im NHL-Team in Vancouver. Seine Juniorenmannschaft aus Saint-Jérôme entschied im September 2016, seine Trikotnummer 5 ihm zu Ehren nicht mehr zu vergeben.
Im Sommer 2017 lief sein Vertrag bei den Canucks aus und er wechselte als Free Agent zu den Florida Panthers, die ihn in der Saison 2017/18 aber ausschließlich bei den Springfield Thunderbirds in der AHL einsetzten. Nach nur einer Spielzeit schloss er sich den Rocket de Laval in seiner Heimatstadt an, bevor er sich im Oktober 2019 abermals zu einem Wechsel nach Europa entschloss. Er wurde von den Iserlohn Roosters aus der Deutschen Eishockey Liga (DEL) verpflichtet, die ihn im Februar 2020 an den Lausanne HC aus der Schweizer National League abgaben. Zur Saison 2020/21 kehrte er nach Iserlohn zurück, ehe er für die Spielzeit 2021/22 einen Vertrag beim NL-Team SCL Tigers unterzeichnete. Dort war er in seinem ersten Jahr zweitbester Scorer, in seiner zweiten Saison wurde er allerdings schon früh in die dritte und vierte Sturmformation versetzt. Nach nur sechs Spielen wurde sein Vertrag daher aufgelöst und Grenier wechselte im Oktober 2022 zurück in die DEL zu den Eisbären Berlin.
Die Saison 2023/24 verbrachte der Kanadier bei den Kölner Haien, zu denen er im Juli 2023 gewechselt war. In der Spielzeit 2024/25 war er einer der Topscorer der Haie und wurde mit diesen im Frühjahr Vizemeister. Dennoch wurde sein auslaufender Vertrag nicht über das Saisonende hinaus verlängert. Ende Juni 2025 gaben die Augsburger Panther bekannt, dass sie Alexandre Grenier für die Spielzeit 2025/26 verpflichtet haben.

## Erfolge und Auszeichnungen
- 2017 Teilnahme am AHL All-Star Classic
- 2018 Teilnahme am AHL All-Star Classic
- 2025 Deutscher Vizemeister mit den Kölner Haien

## Karrierestatistik

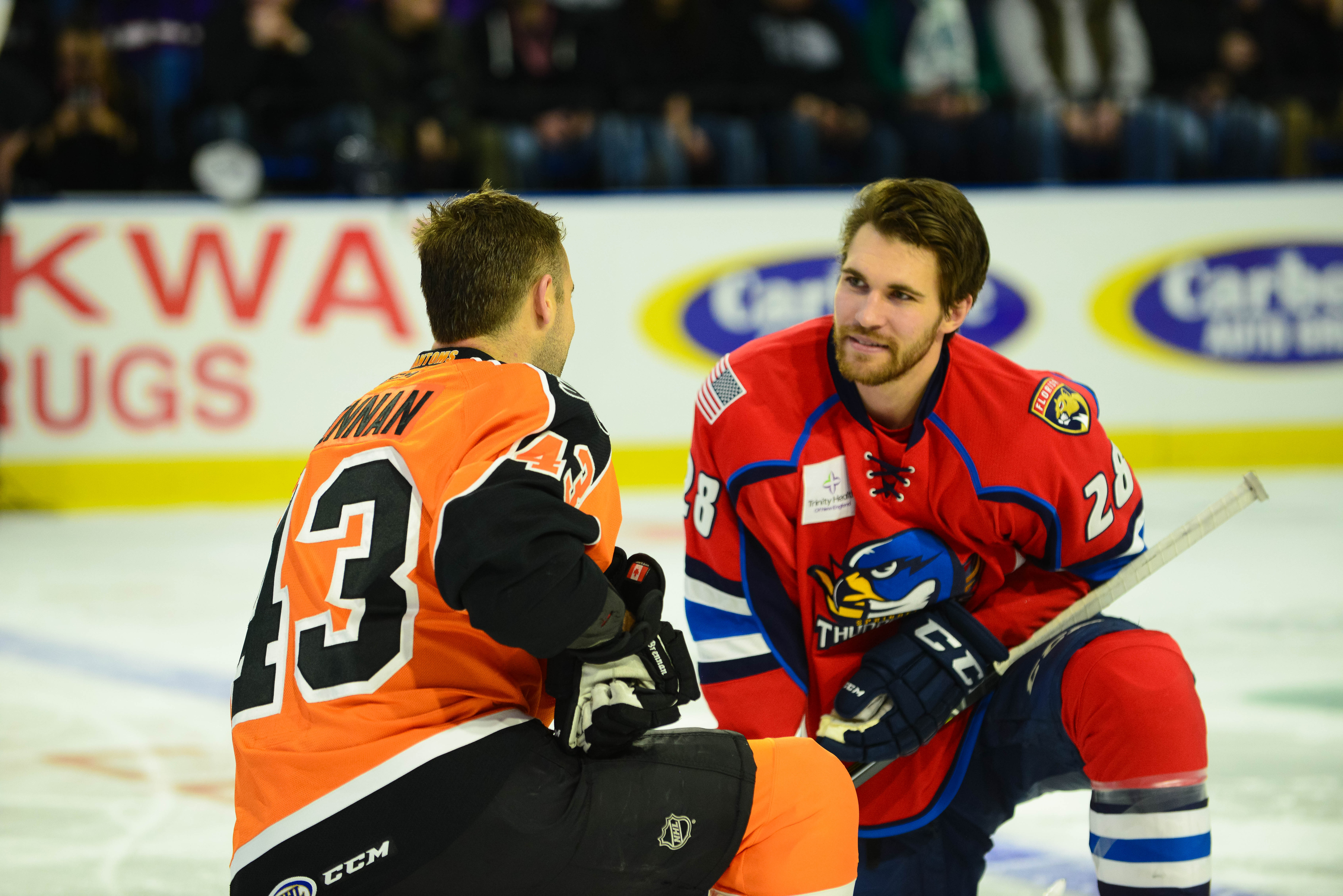
Grenier (rechts) im Trikot der Springfield Thunderbirds mit T. J. Brennan beim AHL All-Star Classic 2018

Stand: Ende der Saison 2024/25
(Legende zur Spielerstatistik: Sp oder GP = absolvierte Spiele; T oder G = erzielte Tore; V oder A = erzielte Assists; Pkt oder Pts = erzielte Scorerpunkte; SM oder PIM = erhaltene Strafminuten; +/− = Plus/Minus-Bilanz; PP = erzielte Überzahltore; SH = erzielte Unterzahltore; GW = erzielte Siegtore; 1 Play-downs/Relegation; Kursiv: Statistik nicht vollständig)